# یک بار دیگر (فیلم ۲۰۱۵)
یک بار دیگر (انگلیسی: One More Time) یک فیلم در ژانر درام به کارگردانی رابرت ادواردز است که در سال ۲۰۱۵ منتشر شد.

## داستان
این فیلم داستان دختری جوان به نام جود (امبر هرد) که یکی از مطرح‌ترین ترانه‌سراهای مطرح شهرش می‌باشد، برای اینکه بتواند پدرش پُل (کریستوفر واکن) را ببیند به شهر همپتونز آمده‌است. او تمام سعی و تلاش خود را می‌کند که به دوران اوج خود در موسیقی برسد تا بتواند مطرح‌ترین و مشهورترین ترانه‌سرای آمریکا شود.

## بازیگران
- کریستوفر واکن
- امبر هرد
- کیلی گارنر
- همیش لینکلیتر
- آنا مگنوسون
- اولیور پلات
- گاوین مکیننس